# 五泉警察署
五泉警察署（ごせんけいさつしょ）は、新潟県警察が管轄する警察署の一つである。

## 所在地
- 新潟県五泉市東本町2丁目8-16

## 管轄区域
- 五泉市

## 沿革
- 1876年（明治9年） - 水原警察署小須戸警部出張所第14村松屯所として発足
- 1948年（昭和23年） - 警察法の施行により、自治体警察五泉町警察署が設置
- 1952年（昭和27年） - 自治体警察の廃止により、国家地方警察五泉地区警察署が設置
- 1954年（昭和29年） - 警察法改正により、新潟県五泉警察署となる
- 1967年（昭和42年） - 現庁舎が完成

## 組織
- 警務課
- 会計課
- 生活安全課
- 地域課
- 刑事課
- 交通課
- 警備課

## 交番
- 五泉駅前交番（五泉市駅前1丁目2-1）
- 村松交番（五泉市村松乙646-3）

## 駐在所
- 橋田駐在所（五泉市橋田1482-1）
- 猿和田駐在所（五泉市猿和田140-1）
- 南田中駐在所（五泉市南田中531）
- 川内駐在所（五泉市川内333）